# Tautologija (retorika)
 Ovo je članak o tautologiji u retorici. Za članak o matematičkoj logici pogledajte Tautologija (logika).
U književnoj kritici i retorici, tautologija je izjava koja ponavlja neku ideju koristeći gotovo sinonimne morfeme, riječi ili fraze, ustvari govoreći »istu stvar dvaput«. U literaturi se ne razlikuje od pleonazma konzistentno. Kao i pleonazam, tautologija se obično smatra stilskom pogreškom kada je nenamjerna. Namjerno ponavljanje pak ima funkciju naglašivanja ideje ili služi kako bi pomogla slušatelju/čitatelju da razumije glavnu misao. Logičke se tautologije često poistovjećuju s retoričkima, no dok retorička tautologija nije nužno istinita, logička tautologija jest.

## Etimologija
Riječ »tautologija« skovana je u grčkom koine jeziku iz riječi ταὐτός 'isti' i λόγος 'riječ', a zatim prenesena u druge jezike kroz latinski tautologia, koji se pojavio u 3. stoljeću.